# Parkia madagascariensis
Parkia madagascariensis är en ärtväxtart som beskrevs av René Viguier. Parkia madagascariensis ingår i släktet Parkia och familjen ärtväxter. Inga underarter finns listade i Catalogue of Life.